# Dallas County (Missouri)
Dallas County is een county in de Amerikaanse staat Missouri.
De county heeft een landoppervlakte van 1.403 km² en telt 15.661 inwoners (volkstelling 2000). De hoofdplaats is Buffalo.